# Special Olympics Liberia
Special Olympics Liberia (englisch: Special Olympics Liberia) ist der liberianische Verband von Special Olympics International, der weltweit größten Sportbewegung für Menschen mit geistiger Beeinträchtigung und Mehrfachbeeinträchtigung. Ziel ist die sportliche Förderung dieser Personengruppe und die Sensibilisierung der Gesellschaft für sie. Außerdem betreut der Verband die liberianischen Athleten bei den Special Olympics Wettbewerben.

## Aktivitäten

### Teilnahme an Weltspielen vor 2020
2019 Special Olympics, World Summer Games, Abu Dhabi (3 Athleten)

### Teilnahme an den Special Olympics World Summer Games 2023
Special Olympics Liberia hatte seine Teilnahme an den Special Olympics World Summer Games 2023 in Berlin angekündigt. Die siebenköpfige Delegation sollte vor den Spielen im Rahmen des Host Town Program von Hildesheim betreut werden. Die Stadt Hildesheim nimmt seit 2023 am Special Olympics LIVE-Projekt teil, in dessen Rahmen bei den Vorbereitungen des Besuchs der liberianischen Delegation Teilhabeberater (Personen mit kognitiven Beeinträchtigungen) als Experten in eigener Sache beteiligt sind. An Planung und Veranstaltungen wirken Kultureinrichtungen, Anbieter der Eingliederungshilfe (Bereiche Arbeit und Wohnen), Schulen, der Kreis-Sport-Bund (KSB), Sportvereine, das Netzwerk KulturINKLUSIV und viele mehr mit. Der liberianische Verband sagte kurz vor den World Games seine Teilnahme ab.